# Антиперистальтичні скорочення
Антиперистальти́чні скоро́чення (антипериста́льтика) — сильні скорочення стінок тонкого кишечника в оральному напрямку (блювання).
Антипериста́льтика (зворотна перистальтика) — хвилеподібні скорочення стінок травного тракту, що викликають просування його вмісту в бік, протилежний звичайному (тобто в бік ротового отвору). У людини звичайно буває антиперистальтика товстих кишок, яка сприяє кращому перемішуванню та затримуванню їхнього вмісту. Це забезпечує краще засвоєння поживних речовин. При блюванні та деяких захворюваннях спостерігається антиперистальтика стінок шлунка.